# Народно военно танково училище
Народното военно танково училище е българско военноучебно заведение съществувало в периода (1950 – 1955 г.).

## История
Народното военно танково училище в формирано със заповед от 1 август 1950 г., съгласно Министерска заповед № 268 от 1 юни 1950 г. и има местостоянка в с. Княжево (днес квартал на София). На 14 август е преместено в Ботевград. На 1 септември към училището за зачислени танковата дружина при Народно военно училище „В. Левски“ и танковата рота при НШЗО „Хр. Ботев“. Има военнопощенски номер 85710. Училището е разформирано през 1955 г., като от него се формира танков батальон към Народно военно училище „В. Левски“. На завършилите училището им се присвоява военно звание лейтенант.